# Sarcophaga inhacaensis
Sarcophaga inhacaensis är en tvåvingeart som beskrevs av Zumpt 1972. Sarcophaga inhacaensis ingår i släktet Sarcophaga och familjen köttflugor. Inga underarter finns listade i Catalogue of Life.